# Список супругов монархов Англии

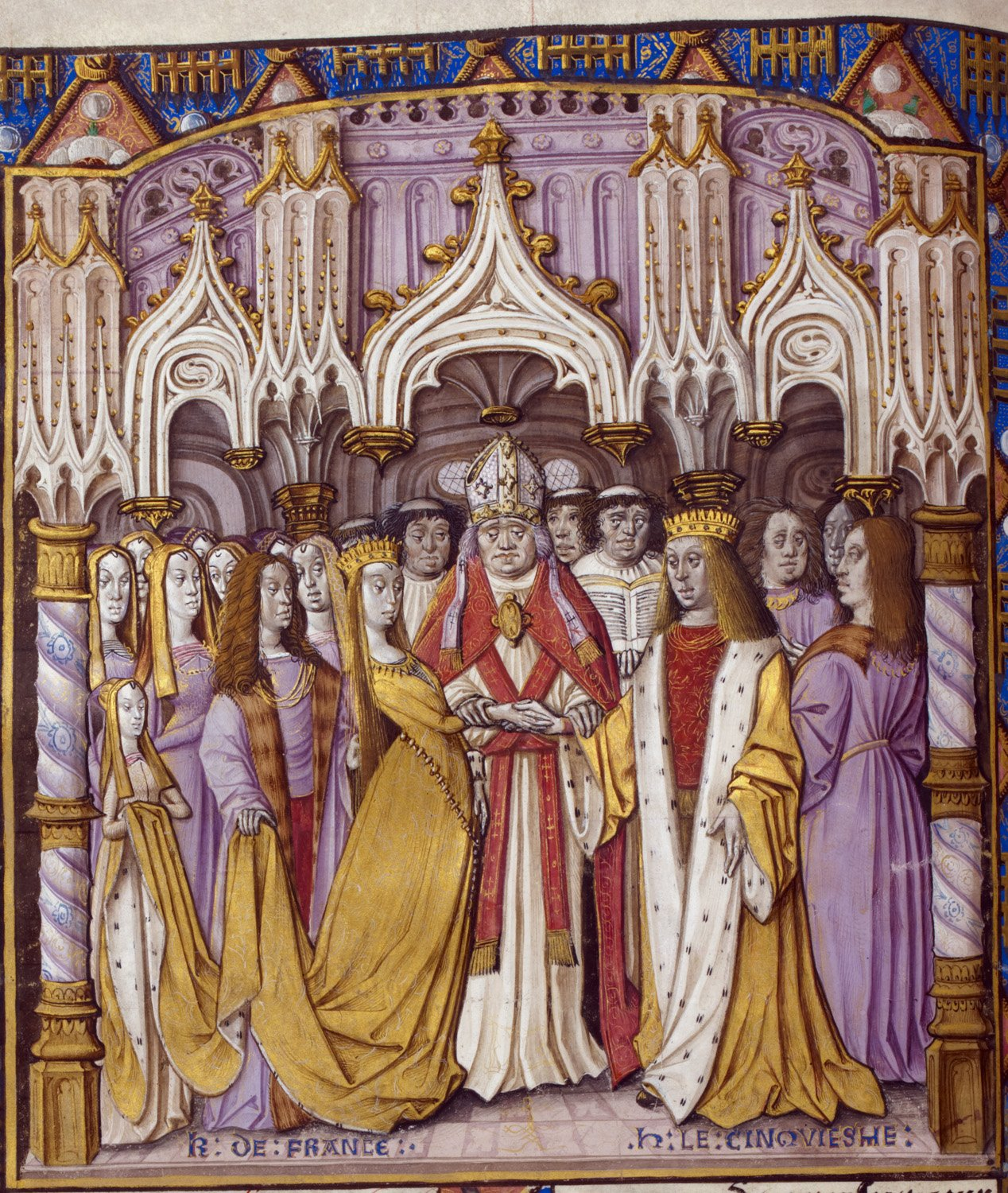
Свадьба Генриха V и Екатерины Валуа.

В списке приведены супруги правящих монархов королевства Англия, которые сами не были монархами Англии. В списке не приведены Вильгельм III и Мария II, которые правили вместе в XVII веке.
Большинство нижеперечисленных супругов — женщины; они пользовались титулами и почестями, положенными королевам-консортам. Однако также в списке указаны и мужчины; их титулом не всегда был принц-консорт, но зависел от других обстоятельств. Королевство Англия соединилось с королевством Шотландия в 1707 году, вместе образовав королевство Великобритания.

## Уэссекская династия (886—1013)
| Портрет | Имя                     | Родители                                     | Рождение | Брак    | Стала консортом                                     | Коронация  | Перестала быть консортом      | Смерть                | Супруг                 |
| ------- | ----------------------- | -------------------------------------------- | -------- | ------- | --------------------------------------------------- | ---------- | ----------------------------- | --------------------- | ---------------------- |
|         | Эльсвита                | Этельред Муцель (отец)                       | —        | 868     | ок. 886 (королева-консорт Уэссекса с 23 апреля 871) | —          | 26 октября 899                | 5 декабря 902         | Альфред Великий        |
|         | Эльфледа                | Этельхельм, элдормен Уилтшира (отец)         | —        | 899     | 26 октября 899                                      | —          | конец 910-х брак расторгнут   | —                     | Эдуард Старший         |
|         | Эдгива Кентская         | Сигехельм, элдормен Кента (отец)             | ок. 903  | 919     | 919                                                 | —          | 17 июля 924                   | ок. 966               | Эдуард Старший         |
|         | Эльфгифу Шафтсберийская | —                                            | —        | —       | —                                                   | —          | 944                           | 944                   | Эдмунд I               |
|         | Этельфледа Дамергемская | Эльфгар, элдормен Эссекса (отец)             | —        | 944     | 944                                                 | —          | 26 мая 946                    | между 962 (975) и 991 | Эдмунд I               |
|         | Эльфгифу                | Этельгифу (мать)                             | —        | 955     | 955                                                 | —          | 958 брак расторгнут           | сентябрь 959          | Эдвиг                  |
|         | Эльфтрита               | Ордгар, элдормен Девона (отец)               | —        | 964/965 | 964/965                                             | 11 мая 973 | 8 июля 975                    | 17 ноября 999/1001    | Эдгар Миролюбивый      |
|         | Эльфгифу Йоркская       | Торед, эрл Южной Нортумбрии (отец)           | —        | —       | —                                                   | —          | —                             | не позднее 1002       | Этельред II Неразумный |
|         | Эмма Нормандская        | Ричард I, герцог Нормандии Гуннора де Крепон | ок. 985  | 1002    | 1002                                                | —          | 25 декабря 1013 смещение мужа | 6 марта 1052          | Этельред II Неразумный |

## Датские правители (1013—1014)
| Портрет | Имя                                                   | Родители                                 | Рождение        | Брак | Стала консортом | Коронация | Перестала быть консортом | Смерть     | Супруг           |
| ------- | ----------------------------------------------------- | ---------------------------------------- | --------------- | ---- | --------------- | --------- | ------------------------ | ---------- | ---------------- |
|         | Сигрид Гордая [легендарная] и/или Святослава Польская | Мешко I или Скагул Тост Дубравка Чешская | между 960 и 972 | 996  | 25 декабря 1013 | —         | 3 февраля 1014           | после 1016 | Свен Вилобородый |

## Уэссекская династия (1014—1016)
| Портрет | Имя                      | Родители                                     | Рождение | Брак | Стала консортом                    | Коронация | Перестала быть консортом   | Смерть        | Супруг                 |
| ------- | ------------------------ | -------------------------------------------- | -------- | ---- | ---------------------------------- | --------- | -------------------------- | ------------- | ---------------------- |
|         | Эмма Нормандская (снова) | Ричард I, герцог Нормандии Гуннора де Крепон | ок. 985  | 1002 | 3 февраля 1014 восстановление мужа | —         | 23 апреля 1016 смерть мужа | 6 марта 1052  | Этельред II Неразумный |
|         | Эдита                    | —                                            | ок. 992  | 1015 | 23 апреля 1016                     | —         | 30 ноября 1016             | не ранее 1016 | Эдмунд Железнобокий    |

## Датские правители (1016—1042)
| Портрет | Имя                      | Родители                                     | Рождение | Брак      | Стала консортом | Коронация | Перестала быть консортом   | Смерть       | Супруг       |
| ------- | ------------------------ | -------------------------------------------- | -------- | --------- | --------------- | --------- | -------------------------- | ------------ | ------------ |
|         | Эмма Нормандская (снова) | Ричард I, герцог Нормандии Гуннора де Крепон | ок. 985  | июль 1017 | июль 1017       | —         | 12 ноября 1035 смерть мужа | 6 марта 1052 | Кнуд Великий |

## Уэссекская династия (1042—1066)
| Портрет | Имя              | Родители                                 | Рождение                 | Брак        | Стала консортом | Коронация     | Перестала быть консортом    | Смерть          | Супруг               |
| ------- | ---------------- | ---------------------------------------- | ------------------------ | ----------- | --------------- | ------------- | --------------------------- | --------------- | -------------------- |
|         | Эдита Уэссекская | Годвин, эрл Уэссекса Гита Торкельсдоттир | 1029                     | 1045        | 1045            | не коронована | 4 января 1066 смерть мужа   | 19 декабря 1075 | Эдуард Исповедник    |
|         | Эдита Мерсийская | Эльфгар, эрл Мерсии Эльфгифу             | неизвестно, fl. ок. 1057 | январь 1066 | январь 1066     | не коронована | 14 октября 1066 смерть мужа | 1066            | Гарольд II Годвинсон |

## Нормандская династия (1066—1135, 1141)
В 1066 году герцог Нормандский Вильгельм убил короля Англии Гарольда II в битве при Гастингсе. Он провозгласил себя королём Англии, а свою супругу Матильду — королевой-консортом. Основанная им нормандская династия пресечётся со смертью его младшего сына Генриха I в 1135 году.
| Портрет | Имя                  | Родители                                              | Рождение        | Брак           | Стал(а) консортом               | Коронация          | Перестал(а) быть консортом  | Смерть          | Супруг(а)   |
| ------- | -------------------- | ----------------------------------------------------- | --------------- | -------------- | ------------------------------- | ------------------ | --------------------------- | --------------- | ----------- |
|         | Матильда Фландрская  | Бодуэн V, граф Фландрии Адела Французская             | ок. 1031        | 1053           | 25 декабря 1066 восшествие мужа | 11 мая 1068        | 2 ноября 1083               | 2 ноября 1083   | Вильгельм I |
|         | Матильда Шотландская | Малькольм III, король Шотландии Маргарита Шотландская | ок. 1080        | 11 ноября 1100 | 11 ноября 1100                  | 11 (?) ноября 1100 | 1 мая 1118                  | 1 мая 1118      | Генрих I    |
|         | Аделиза Лувенская    | Готфрид I, граф Лувена Ида де Шини                    | ок. 1103        | 24 января 1121 | 24 января 1121                  | 30 января 1121     | 1 декабря 1135 смерть мужа  | 23 апреля 1151  | Генрих I    |
|         | Жоффруа V Анжуйский  | Фульк V, граф Анжу Ирменгарда Мэнская                 | 24 августа 1113 | 1128           | 7 апреля 1141 восшествие жены   | —                  | 1 ноября 1141 смещение жены | 7 сентября 1151 | Матильда    |

## Дом де Блуа (1135—1154)
В 1135 году Стефан де Блуа, сын сестры Генриха I Аделы, захватил английский трон, а притязания на трон его двоюродной сестры императрицы Матильды были проигнорированы норманнскими баронами. Его жена Матильда Булонская стала королевой-консортом, однако когда их старший сын умер, Стефан был вынужден назначить сына императрицы своим преемником.
| Портрет | Имя                | Родители                                    | Рождение | Брак | Стала консортом                 | Коронация     | Перестала быть консортом | Смерть     | Супруг |
| ------- | ------------------ | ------------------------------------------- | -------- | ---- | ------------------------------- | ------------- | ------------------------ | ---------- | ------ |
|         | Матильда Булонская | Евстахий III, граф Булони Мария Шотландская | ок. 1105 | 1125 | 22 декабря 1135 восшествие мужа | 22 марта 1136 | 3 мая 1152               | 3 мая 1152 | Стефан |

## Плантагенеты (1154—1485)
| Портрет | Герб | Имя                   | Родители                                                           | Рождение          | Брак                         | Стала консортом                 | Коронация       | Перестала быть консортом           | Смерть           | Супруг                |
| ------- | ---- | --------------------- | ------------------------------------------------------------------ | ----------------- | ---------------------------- | ------------------------------- | --------------- | ---------------------------------- | ---------------- | --------------------- |
|         |      | Алиенора Аквитанская  | Гильом X, герцог Аквитании Аэнор де Шательро                       | ок. 1122          | 18 мая 1152                  | 19 декабря 1154 восшествие мужа | 19 декабря 1154 | 6 июля 1189 смерть мужа            | 1 апреля 1204    | Генрих II             |
|         |      | Маргарита Французская | Людовик VII, король Франции Констанция Кастильская                 | 1158              | 1162                         | 1170 восшествие мужа            | 27 августа 1172 | 11 июня 1183 смерть мужа           | 1197             | Генрих Молодой Король |
|         |      | Беренгария Наваррская | Санчо VI, король Наварры Санча Кастильская                         | между 1165 и 1170 | 12 мая 1191                  | 12 мая 1191                     | 12 мая 1191     | 6 апреля 1199 смерть мужа          | 23 декабря 1230  | Ричард I              |
|         |      | Изабелла Ангулемская  | Эмар, граф Ангулема Алиса де Куртене                               | ок. 1187          | 24 августа 1200              | 24 августа 1200                 | 8 октября 1200  | 18 или 19 октября 1216 смерть мужа | 31 мая 1246      | Иоанн                 |
|         |      | Элеонора Прованская   | Раймунд Беренгер IV, граф Прованса Беатриса Савойская              | ок. 1223          | 14 января 1236               | 14 января 1236                  | 20 января 1236  | 16 ноября 1272 смерть мужа         | 24 июня 1291     | Генрих III            |
|         |      | Элеонора Кастильская  | Фернандо III, король Кастилии Жанна де Даммартен                   | 1241              | 1 ноября 1254                | 20 ноября 1272 восшествие мужа  | 19 августа 1274 | 28 ноября 1290                     | 28 ноября 1290   | Эдуард I              |
|         |      | Маргарита Французская | Филипп III, король Франции Мария Брабантская                       | 1282              | 8 или 10 сентября 1299       | 8 или 10 сентября 1299          | не коронована   | 7 июля 1307 смерть мужа            | 14 февраля 1317  | Эдуард I              |
|         |      | Изабелла Французская  | Филипп IV, король Франции Иоанна I, королева Наварры               | между 1288 и 1296 | 25 января 1308               | 25 января 1308                  | 25 февраля 1308 | 20 января 1327 смещение мужа       | 22 августа 1358  | Эдуард II             |
|         |      | Филиппа Геннегау      | Вильгельм I, граф Эно Жанна де Валуа                               | 24 июня 1314      | 24 января 1328               | 24 января 1328                  | 18 февраля 1330 | 15 августа 1369                    | 15 августа 1369  | Эдуард III            |
|         |      | Анна Чешская          | Карл IV, император Священной Римской империи Елизавета Померанская | 11 мая 1366       | 20 января 1382               | 20 января 1382                  | 22 января 1382  | 7 июня 1394                        | 7 июня 1394      | Ричард II             |
|         |      | Изабелла Валуа        | Карл VI, король Франции Изабелла Баварская                         | 9 ноября 1387     | 31 октября или 1 ноября 1396 | 31 октября или 1 ноября 1396    | 8 января 1397   | 30 сентября 1399 смещение мужа     | 13 сентября 1409 | Ричард II             |

### Ланкастеры (1399—1461, 1470—1471)
| Портрет | Герб | Имя                 | Родители                                     | Рождение        | Брак           | Стала консортом | Коронация       | Перестала быть консортом    | Смерть          | Супруг    |
| ------- | ---- | ------------------- | -------------------------------------------- | --------------- | -------------- | --------------- | --------------- | --------------------------- | --------------- | --------- |
|         |      | Жанна Наваррская    | Карл II, король Наварры Жанна де Валуа       | ок. 1370        | 7 февраля 1403 | 7 февраля 1403  | 26 февраля 1403 | 20 марта 1413 смерть мужа   | 10 июня 1437    | Генрих IV |
|         |      | Екатерина Валуа     | Карл VI, король Франции Изабелла Баварская   | 27 октября 1401 | 2 июня 1420    | 2 июня 1420     | 23 февраля 1421 | 31 августа 1422 смерть мужа | 3 января 1437   | Генрих V  |
|         |      | Маргарита Анжуйская | Рене, герцог Анжуйский Изабелла Лотарингская | 23 марта 1430   | 23 апреля 1445 | 23 апреля 1445  | 30 мая 1445     | 21 мая 1471 смерть мужа     | 25 августа 1482 | Генрих VI |

### Йорки (1461—1470, 1471—1485)
| Портрет | Герб | Имя               | Родители                                                      | Рождение     | Брак         | Стала консортом              | Коронация   | Перестала быть консортом  | Смерть        | Супруг     |
| ------- | ---- | ----------------- | ------------------------------------------------------------- | ------------ | ------------ | ---------------------------- | ----------- | ------------------------- | ------------- | ---------- |
|         |      | Елизавета Вудвилл | Ричард Вудвилл, 1-й граф Риверс Жакетта Люксембургская        | ок. 1437     | 1 мая 1464   | 1 мая 1464                   | 26 мая 1465 | 9 апреля 1483 смерть мужа | 8 июня 1492   | Эдуард IV  |
|         |      | Анна Невилл       | Ричард Невилл, 16-й граф Уорик Анна Бошан, 16-я графиня Уорик | 11 июня 1456 | 12 июля 1472 | 26 июня 1483 восшествие мужа | 6 июля 1483 | 16 марта 1485             | 16 марта 1485 | Ричард III |

## Тюдоры (1485—1603)
| Портрет | Герб | Имя                       | Родители                                                           | Рождение          | Брак           | Стал(а) консортом | Коронация                                          | Перестал(а) быть консортом   | Смерть                  | Супруг(а)   |
| ------- | ---- | ------------------------- | ------------------------------------------------------------------ | ----------------- | -------------- | ----------------- | -------------------------------------------------- | ---------------------------- | ----------------------- | ----------- |
|         |      | Елизавета Йоркская        | Эдуард IV, король Англии Елизавета Вудвилл                         | 11 февраля 1466   | 18 января 1486 | 18 января 1486    | 25 ноября 1487                                     | 11 февраля 1503              | 11 февраля 1503         | Генрих VII  |
|         |      | Екатерина Арагонская      | Фердинанд II, король Арагона Изабелла I, королева Кастилии         | 16 декабря 1485   | 11 июня 1509   | 11 июня 1509      | 24 июня 1509                                       | 23 мая 1533 брак аннулирован | 7 января 1536           | Генрих VIII |
|         |      | Анна Болейн               | Томас Болейн, 1-й граф Уилтшир леди Элизабет Говард                | между 1501 и 1507 | 28 мая 1533    | 28 мая 1533       | 1 июня 1533                                        | 17 мая 1536 брак аннулирован | 19 мая 1536 казнена     | Генрих VIII |
|         |      | Джейн Сеймур              | сэр Джон Сеймур Маргарет Уэнтворт                                  | между 1507 и 1509 | 30 мая 1536    | 30 мая 1536       | не коронована; провозглашена королевой 4 июня 1536 | 24 октября 1537              | 24 октября 1537         | Генрих VIII |
|         |      | Анна Клевская             | Иоганн III, герцог Клевский Мария Юлих-Бергская                    | 22 сентября 1515  | 6 января 1540  | 6 января 1540     | не коронована                                      | 9 июля 1540 брак аннулирован | 16 июля 1557            | Генрих VIII |
|         |      | Екатерина Говард          | лорд Эдмунд Говард Джойс Калпепер                                  | между 1520 и 1525 | 28 июля 1540   | 28 июля 1540      | не коронована                                      | 23 ноября 1541 лишена титула | 13 февраля 1542 казнена | Генрих VIII |
|         |      | Екатерина Парр            | сэр Томас Парр Мод Грин                                            | 1512              | 12 июля 1543   | 12 июля 1543      | не коронована                                      | 28 января 1547 смерть мужа   | 5 сентября 1548         | Генрих VIII |
|         |      | Филипп II, король Испании | Карл V, император Священной Римской империи Изабелла Португальская | 21 мая 1527       | 25 июля 1554   | 25 июля 1554      | не коронован                                       | 17 ноября 1558 смерть жены   | 13 сентября 1598        | Мария I     |

Оспаривается
Поскольку леди Джейн Грей девять дней была de facto королевой Англии, её супруг включён в этот список. Оба были казнены за измену.
| Портрет | Герб | Имя                | Родители                                           | Рождение | Брак        | Стал консортом               | Коронация    | Перестал быть консортом    | Смерть          | Супруга |
| ------- | ---- | ------------------ | -------------------------------------------------- | -------- | ----------- | ---------------------------- | ------------ | -------------------------- | --------------- | ------- |
|         |      | лорд Гилфорд Дадли | Джон Дадли, 1-й герцог Нортумберленд Джейн Гилфорд | ок. 1535 | 15 мая 1553 | 10 июля 1553 восшествие жены | не коронован | 19 июля 1553 смещение жены | 12 февраля 1554 | Джейн   |

## Стюарты (1603—1707)
| Портрет | Герб | Имя                         | Родители                                                        | Рождение        | Брак                                       | Стал(а) консортом                          | Коронация      | Перестал(а) быть консортом       | Смерть           | Супруг(а) |
| ------- | ---- | --------------------------- | --------------------------------------------------------------- | --------------- | ------------------------------------------ | ------------------------------------------ | -------------- | -------------------------------- | ---------------- | --------- |
|         |      | Анна Датская                | Фредерик II, король Дании София Мекленбург-Гюстровская          | 12 декабря 1574 | 23 ноября 1589                             | 24 марта 1603 восшествие мужа              | 25 июля 1603   | 4 марта 1619                     | 4 марта 1619     | Яков I    |
|         |      | Генриетта Мария Французская | Генрих IV, король Франции Мария Медичи                          | 25 ноября 1609  | 11 мая 1625 (по доверенности) 13 июня 1625 | 11 мая 1625 (по доверенности) 13 июня 1625 | не коронована  | 30 января 1649 смерть мужа       | 10 сентября 1669 | Карл I    |
|         |      | Екатерина Брагансская       | Жуан IV, король Португалии Луиза де Гусман                      | 25 ноября 1638  | 21 мая 1662                                | 21 мая 1662                                | не коронована  | 6 февраля 1685 смерть мужа       | 30 ноября 1705   | Карл II   |
|         |      | Мария Моденская             | Альфонсо IV д’Эсте, герцог Модены Лаура Мартиноцци              | 5 октября 1658  | 30 сентября 1673 (по доверенности)         | 6 февраля 1685 восшествие мужа             | 23 апреля 1685 | 11 декабря 1688 смещение мужа    | 7 мая 1718       | Яков II   |
|         |      | Георг Датский               | Фредерик III, король Дании София Амалия Брауншвейг-Люнебургская | 2 апреля 1653   | 28 июля 1683                               | 8 марта 1702 восшествие жены               | не коронован   | 1 мая 1707 Акт об унии 1707 года | 28 октября 1708  | Анна      |